# Pisenor upembanus
Espèce
Synonymes
- Urothele upembana Roewer, 1953

Pisenor upembanus est une espèce d'araignées mygalomorphes de la famille des Barychelidae.

## Distribution
Cette espèce est endémique du Congo-Kinshasa.

## Description
Le mâle holotype mesure 10 mm et la femelle paratype 12 mm.

## Publication originale
- Roewer, 1953 : Araneae-Orthognatha (Arachnoidae). Exploration du Parc national de l'Upemba, Mission G. F. de Witte (1946-1949), Institut des parcs nationaux du Congo et du Ruanda-Urundi, vol. 22, p. 1-80.